# Jamshid Mashayekhi
Jamshid Mashayekhi (en persan: جمشید مشایخی), né le 26 novembre 1934 à Téhéran et mort le 2 avril 2019 dans la même ville, est un acteur iranien et une personnalité du cinéma iranien. 

## Carrière
Jamshid Mashayekhi commence sa carrière comme acteur professionnel sur la scène théâtrale en 1957. Son premier rôle au cinéma est dans le film Brique et Miroir (1965, Ebrahim Golestan). Après quatre ans de relâche, il revient avec La Vache (1969, Dariush Mehrjui) et Kaiser (Qeysar) de Massoud Kimiaei (1969). Il apparaît généralement dans le rôle d'un grand-père à cause de ses cheveux blancs et de son visage charismatique.

## Filmographie sélectionnée
- Brique et Miroir (Khesh va Ayeneh, 1965)
- Kaiser (Qeysar, 1969)
- La Vache (Gaav, 1969)
- La Source, 1972
- The Curse, 1973
- Prince Ehtedjab, 1974
- Brefts of Hope, 1977
- Hezar Dastan, (1978-1987, série télévisée)
- Kamalolmolk, 1983
- The Lead, 1988
- Lune de miel, 1992
- Kaghaz-e Bikhat de Naser Taghvai, 2001
- Khane'i Rooy-e Āb (Une maison sur l'eau) de Bahman Farmanara, 2001
- Abadan, 2003
- Pol-e Siz'da'hom (Le treizième pont) de Farhad Gharib, 2005
- Yek Bus-e Ku'chu'lu (Un petit baiser) de Bahman Farmanara, 2005

## Prix et récompenses
Mashayekhi a reçu le prix du meilleur acteur pour sa performance dans Le Grand-père (1985, Majid Gharizadeh) du First Festival of Non-aligned Countries en Corée du Nord.